# Liste der Bodendenkmäler in Hofkirchen (Donau)
Auf dieser Seite sind die Bodendenkmäler in dem niederbayerischen Markt Hofkirchen zusammengestellt. Diese Tabelle ist eine Teilliste der Liste der Bodendenkmäler in Bayern. Grundlage ist die Bayerische Denkmalliste, die auf Basis des Bayerischen Denkmalschutzgesetzes vom 1. Oktober 1973 erstmals erstellt wurde und seither durch das Bayerische Landesamt für Denkmalpflege geführt wird. Die folgenden Angaben ersetzen nicht die rechtsverbindliche Auskunft der Denkmalschutzbehörde.

## Bodendenkmäler in Hofkirchen
| Lage       | Objekt | Akten-Nr.     | Bild |
| ---------- | --- | ------------- | ---- |
| (Standort) | Grabhügel vorgeschichtlicher Zeitstellung. | D-2-7344-0258 |      |
| (Standort) | Abschnittsbefestigung karolingisch-ottonischer Zeitstellung. | D-2-7344-0259 |      |
| (Standort) | Siedlung des Mittel- und Spätneolithikums, der mittleren Bronzezeit, der Urnenfelderzeit und der Latènezeit sowie karolingisch-ottonischer Zeitstellung.                                                         | D-2-7344-0260 |      |
| (Standort) | Station des Mesolithikums und Siedlung des Neolithikums. | D-2-7344-0261 |      |
| (Standort) | Station des Mesolithikums, Siedlung des Spätneolithikums, der Urnenfelderzeit und der (späten) Latènezeit sowie karolingisch-ottonischer Zeitstellung.                                                           | D-2-7344-0262 |      |
| (Standort) | Siedlung vor- und frühgeschichtlicher Zeitstellung. | D-2-7344-0264 |      |
| (Standort) | Verebnetes Grabenwerk vor- und frühgeschichtlicher Zeitstellung. | D-2-7344-0266 |      |
| (Standort) | Siedlung des Endneolithikums und der frühen Bronzezeit. | D-2-7344-0269 |      |
| (Standort) | Siedlung des Spätneolithikums oder der frühen Bronzezeit sowie der späten Latènezeit. | D-2-7344-0270 |      |
| (Standort) | Siedlungen des Endneolithikums bzw. der Bronzezeit. | D-2-7344-0271 |      |
| (Standort) | Siedlung des Spätneolithikums und des frühen bis hohen Mittelalters sowie Siedlungen oder Gräberfelder der Bronzezeit, der Urnenfelderzeit und der Hallstattzeit.                                                | D-2-7344-0273 |      |
| (Standort) | Siedlung des frühen und hohen Mittelalters. | D-2-7344-0274 |      |
| (Standort) | Flussopferplatz der frühen Bronzezeit und der Urnenfelderzeit. | D-2-7344-0336 |      |
| (Standort) | Untertägige spätmittelalterliche und frühneuzeitliche Befunde und Funde im Bereich des ehemaligen Hofmarkschlosses Grubhof.                                                                                      | D-2-7344-0339 |      |
| (Standort) | Untertägige mittelalterliche und frühneuzeitliche Befunde und Funde im Bereich der hochmittelalterlichen Burg Hilgartsberg.                                                                                      | D-2-7344-0341 |      |
| (Standort) | Untertägige mittelalterliche und frühneuzeitliche Befunde und Funde im Bereich der katholischen Pfarrkirche St. Mariä Himmelfahrt in Hofkirchen, darunter die Spuren von Vorgängerbauten bzw. älteren Bauphasen. | D-2-7344-0350 |      |
| (Standort) | Untertägige spätmittelalterliche und frühneuzeitliche Befunde und Funde im Bereich des abgegangenen Hofmarkssitzes im Markt Hofkirchen.                                                                          | D-2-7344-0351 |      |
| (Standort) | Untertägige frühneuzeitliche Befunde und Funde im Bereich der katholischen Kapelle Mater Dolorosa auf dem Kreuzgang, darunter ein Vorgängerbau bzw. ältere Bauphasen.                                            | D-2-7344-0352 |      |
| (Standort) | Verebnete Grabhügel der mittleren Bronzezeit. | D-2-7344-0395 |      |
| (Standort) | Verebnete Grabhügel der Bronzezeit. | D-2-7344-0396 |      |
| (Standort) | Untertägige mittelalterliche und frühneuzeitliche Befunde und Funde im Bereich der katholischen Filialkirche St. Nikolaus in Garham, darunter die Spuren von Vorgängerbauten bzw. älteren Bauphasen.             | D-2-7345-0170 |      |
| (Standort) | Station des Jungpaläolithikums. | D-2-7345-0212 |      |